# Vladimir Gal'čenko
Vladimir Gal'čenko, conosciuto anche con il diminutivo Vova (Penza, 15 agosto 1987), è un giocoliere russo, acclamato in tutto il mondo.
Con la sorella Ol'ga Gal'čenko ha vinto numerosi premi a livello internazionale ed attualmente sono detentori di numerosi record mondiali di specialità "passing".